# سالي محمد عبد الله
سالي (وُلِدت باسم سيد) محمد عبد الله امرأة مصرية تعتبر أول من قامت بعملية جراحية لتحويل الجنس من ذكر إلى أنثى وذلك في عام 1988, وتم تحويل الجراح الذي أجرى العملية د.عزت عشم الله إلى تحقيقات النيابة العامة التي برأته في وقت لاحق، ثم قامت الجامعة بفصلها من كلية طب الأزهر بنين رافضة تحويلها لقسم البنات.

## النشأة
ولدت سالي لأسرة بسيطة كان والدها موظف بالسكة الحديد وأمها ربة منزل وكان ترتيبها الخامس بين أخوتها الخمسة 
بعد أن أجرت عملية التحول عام 1998 ذهبت لأكبر مدارس رقص في مصر وتعلمت بها الرقص الاحترافى، ثم اتجهت للعمل في أكبر الفنادق وعملت راقصة عامين متتالين.
وفي عام 2006 قضت المحكمة الإدارية العليا في مصر بأحقية سالي في استكمال دراستها بكلية طب البنات بجامعة الأزهر والغت حكم محكمة القضاء الإداري الصادر بتأييد قرار الجامعة وعدم قيد الطالبة بكلية طب البنات 